# 北白鵝墓地
北白鵝墓地位於中国山西省垣曲縣北白鵝村，是一座春秋早期的墓葬，出土了許多造型各異的青銅器，根據3號墓中出土青銅器上：“銘文虢季为匽姬媵甗/永宝用享”。推斷，3號墓的主人是一位名為：“匽姬”的虢國女貴族。